# کارول روچر
کارول روشی (فرانسوی: Karole Rocher‎ زاده ۴ ژوئیه ۱۹۷۴) بازیگر فرانسوی است.
از کارهای معروف او می‌توان به بازی در فیلم چشم‌های زرد تمساح‌ها اشاره کرد.